# Збишиці
Збишиці (пол. Zbyszyce) — село в Польщі, у гміні Городок-над-Дунайцем Новосондецького повіту Малопольського воєводства.
Населення — 319 осіб (2011).
У 1975-1998 роках село належало до Новосондецького воєводства.

## Демографія
Демографічна структура станом на 31 березня 2011 року:
|          | Загалом | Допрацездатний вік | Працездатний вік | Постпрацездатний вік |
| -------- | ------- | ------------------ | ---------------- | -------------------- |
| Чоловіки | 222     | 34                 | 150              | 38                   |
| Жінки    | 97      | 18                 | 51               | 28                   |
| Разом    | 319     | 52                 | 201              | 66                   |